# Oza dos Ríos
Oza dos Ríos és un antic municipi de la província de la Corunya a Galícia. Pertany al municipi Oza-Cesuras, a la Comarca de Betanzos.
El 2011 s'anuncià la fusió d'Oza dos Ríos amb el municipi de Cesuras, que es formalitzà el 17 de juliol de 2013, creant el nou municipi Oza-Cesuras.
| 5.475 | 5.679 | 6.359 | 3.744 | 3.154 |
| Fonts: INE i IGE (Els criteris de registre censal variaren i les dades de l'INE i de l'IGE poden no coincidir.) |       |       |       |       |

## Parroquies
- Bandoxa (San Martiño)
- Cis (San Nicolao)
- Cuíña (Santa María)
- Mondoi (Santa Cruz)
- Oza (San Pedro)
- Parada (Santo Estevo)
- Porzomillos (San Pedro)
- Reboredo (Santiago)
- A Regueira (Santa María)
- Rodeiro (Santa María)
- Salto (San Tomé)
- Vivente (Santo Estevo)

## Galeria d'imatges

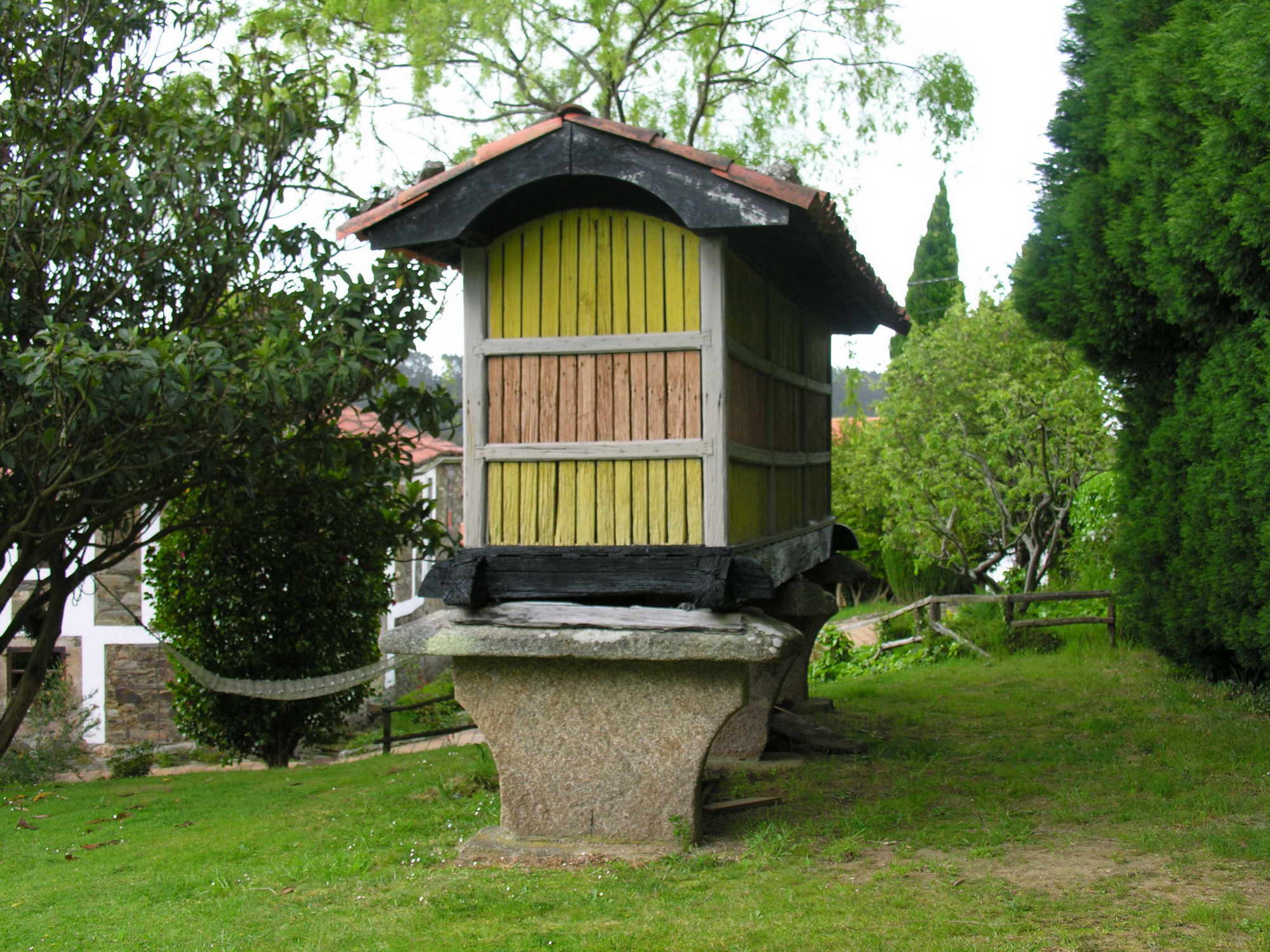
Hórreo a Mandaio.
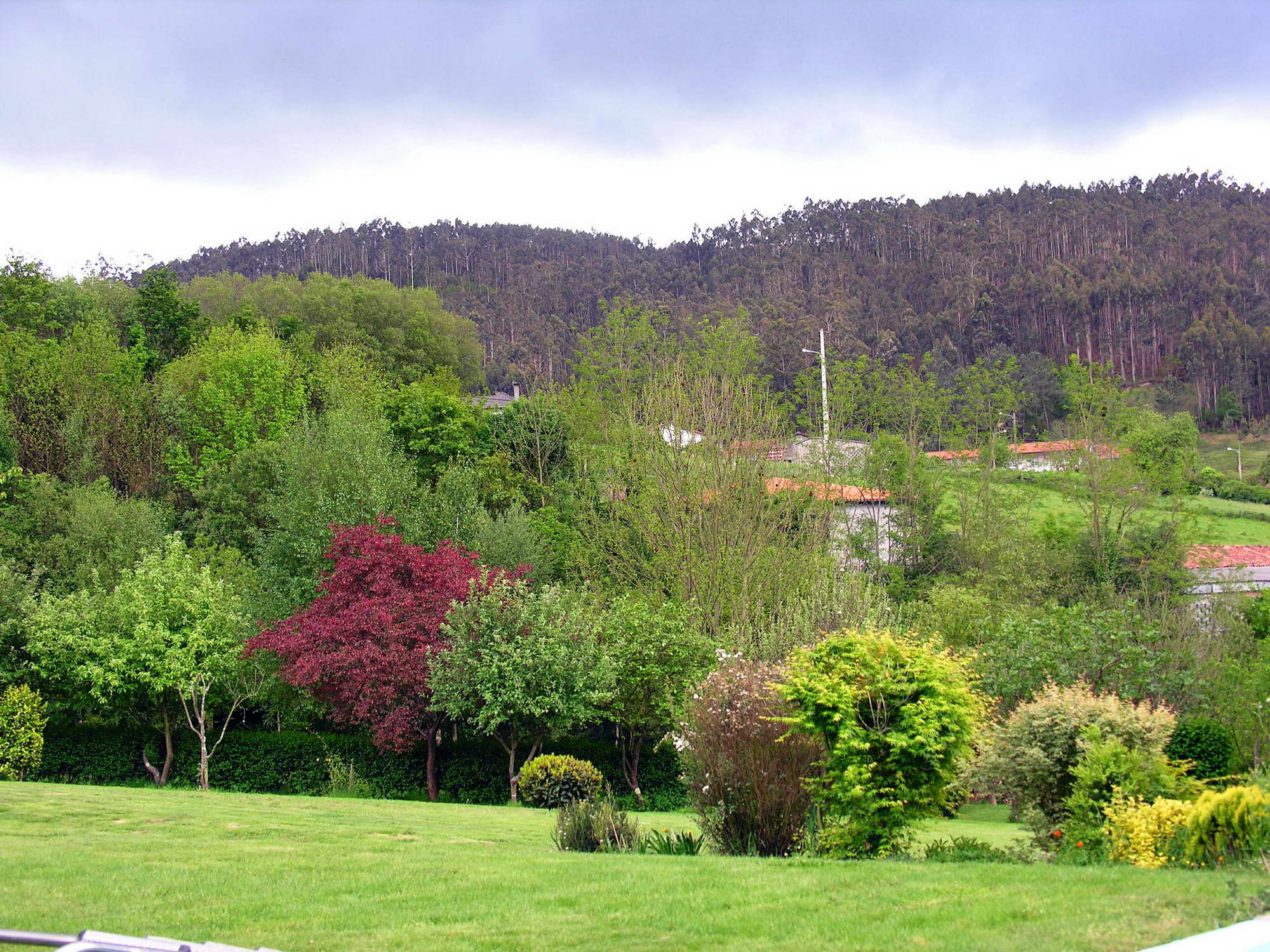
Mandaio.
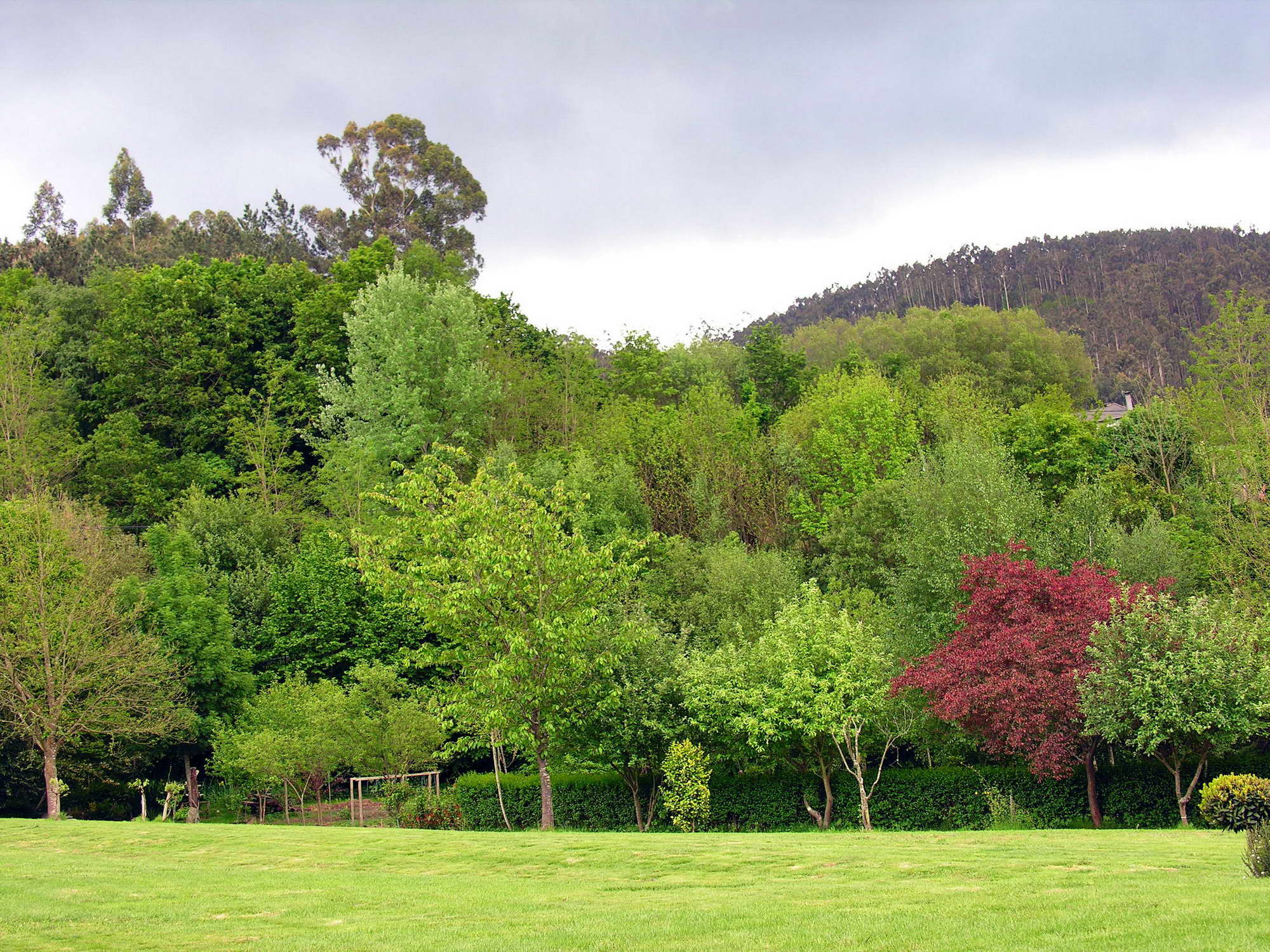
Paisatge.

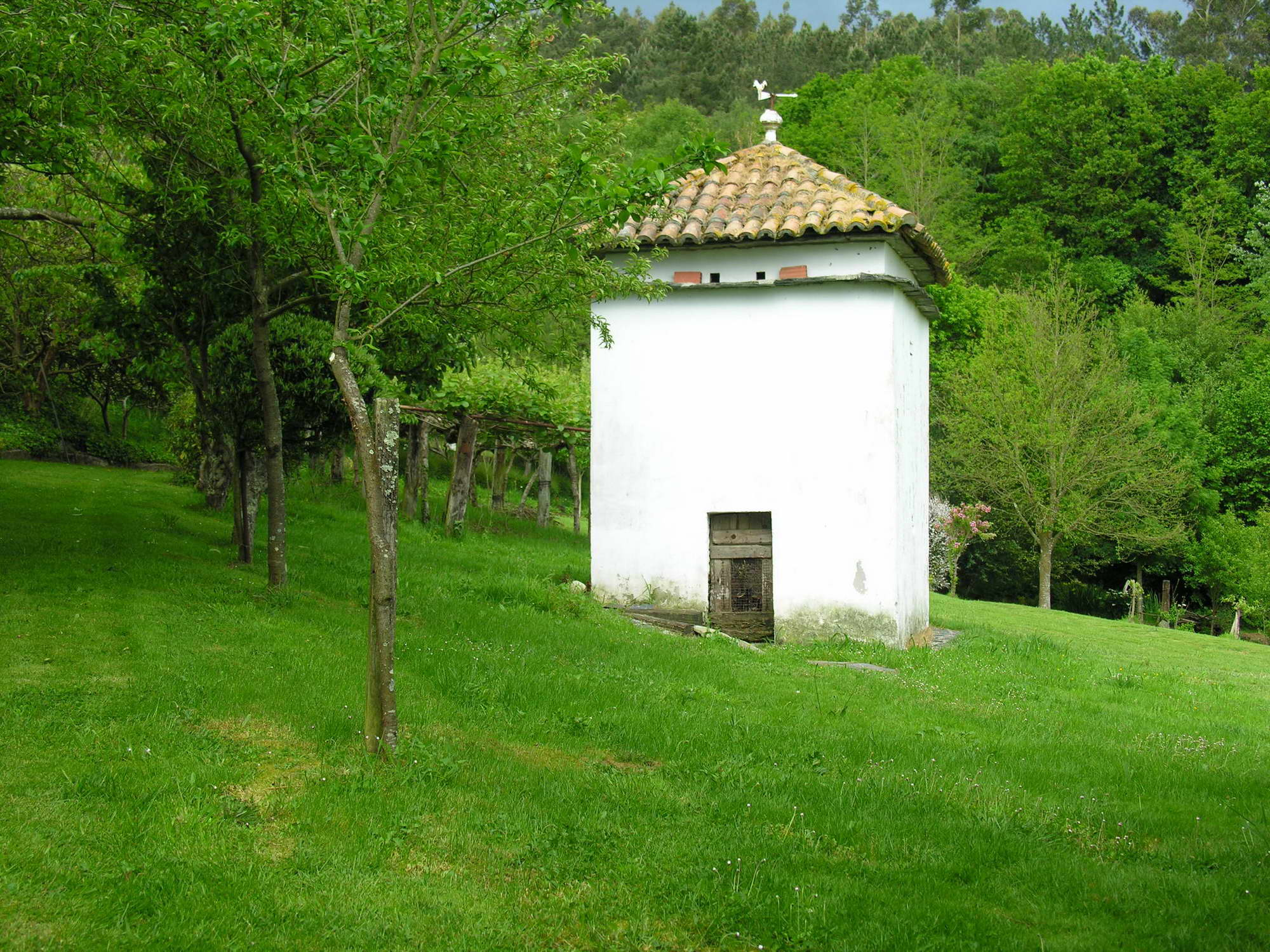
Colomar.